# 낙태의 죄
낙태의 죄(落胎 －罪)는 임신한 부녀를 낙태를 함으로써 성립하는 죄(269조-270조)이다.

## 해당 조문
- 대한민국 형법 제269조(낙태)
- 대한민국 형법 제270조(의사 등의 낙태, 부동의낙태)

## 같이 보기
- 낙태법
- 낙태